# Remastérisation
Rematriçage
 (avril 2018).
Si vous disposez d'ouvrages ou d'articles de référence ou si vous connaissez des sites web de qualité traitant du thème abordé ici, merci de compléter l'article en donnant les références utiles à sa vérifiabilité et en les liant à la section « Notes et références ».

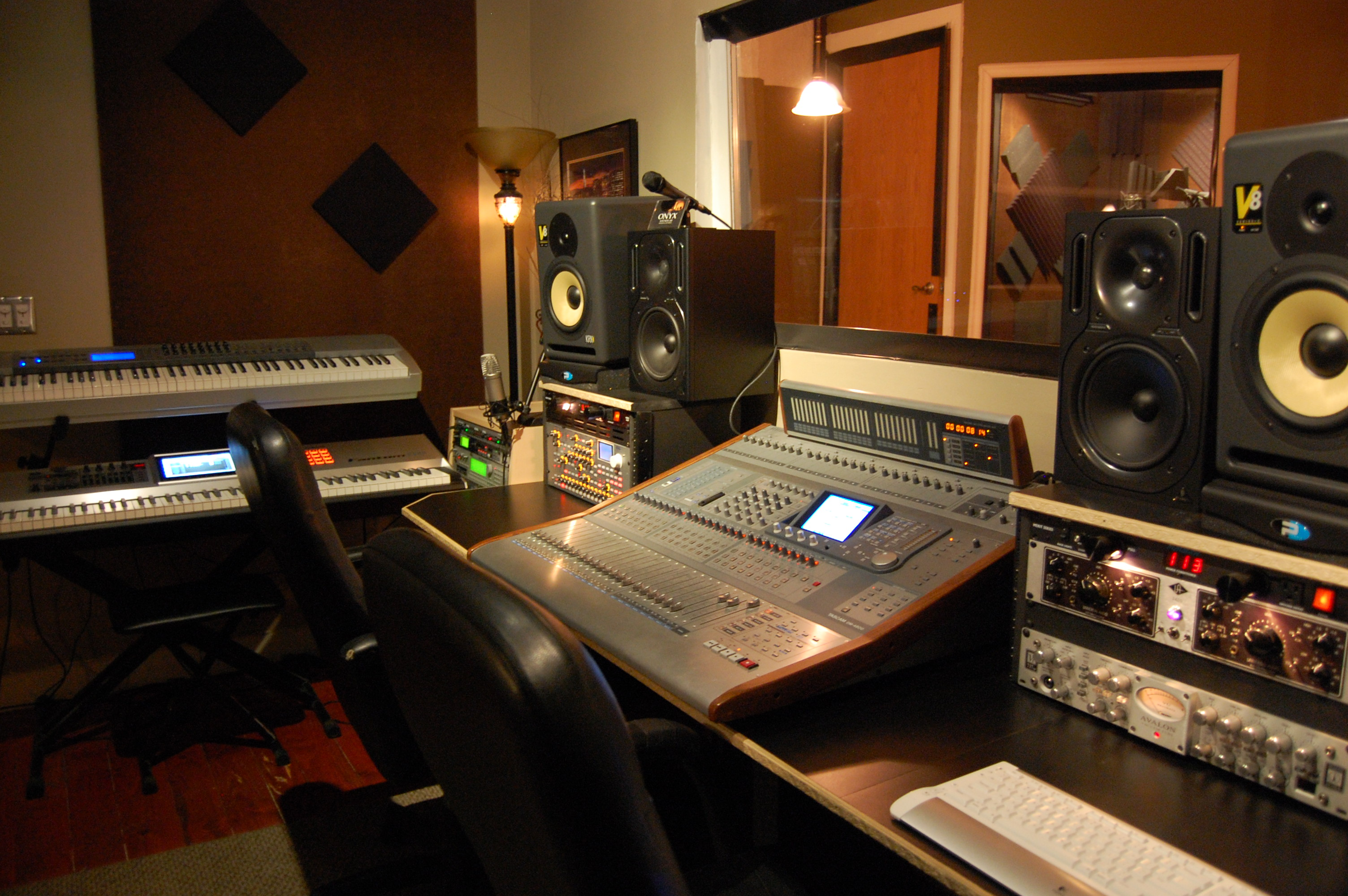
Un studio d'enregistrement et de production audio équipé de matériel numérique adapté à la prise de son, au mixage et à la remastérisation.

La remastérisation, le remastering ou le rematriçage est le processus de fabrication d'un nouveau mastering pour un album, un film, ou toute autre œuvre de création audiovisuelle.
La remastérisation peut désigner une étape du processus de conservation et restauration des films.

Dans le cas d'un remixage, la remastérisation en devient l'étape finale.

## Historique
Le remastering est un terme marketing devenu un jargon technique apparu depuis l'ère de l'audio numérique, bien que le processus de remastérisation existe depuis le début de l'enregistrement.

## Processus
La remastérisation est une technique de post-production utilisée dans les industries musicales et cinématographiques. L'objectif premier est d'améliorer grâce à de nouvelles technologies la qualité d'enregistrements sonores vieillissants ou détériorés.
Il consiste à effectuer un nouveau master de l'enregistrement ou du mixage original en partant des supports sources disponibles (mixage original), en vue d'une nouvelle et meilleure diffusion commerciale ou dans le but de conservation et de préservation patrimoniales.
| Numérisation ➝ | Restauration ➝        | Remasterisation ➝ | Transfert   |
| Conversion A:D | Traitements du signal | Mise en forme     | Duplication |

- Une remastérisation peut aussi être l'occasion d'inclure des éléments sonores supplémentaires.
- Pour certains types de musique électronique, le terme remix, plus approprié techniquement que remaster, désigne alors un morceau modifié de façon substantielle, parfois jusqu'à en devenir méconnaissable.

### Numérisation
C'est la première étape dans le cas d'un original analogique, celle-ci consiste à convertir celui-ci en fichier numérique.
Vers les années 2010, apparaissent de nouvelles technologies à base d'informatique dont le but recherché est d'identifier puis de séparer sur plusieurs pistes les instruments d'un mixage musique afin de pouvoir retraiter chacun et de procéder à un nouveau mixage. Ces technologies sont notamment dérivées des recherches de l'IRCAM.

### Restauration
La boîte à outils du restaurateur lui permet de choisir ou de mélanger différentes approches:
- Réduction du bruit de fond de l'original analogique (bruit de bande, bruit d'origine électronique).
- Réduction par filtrage du hum ou du rumble (en) (bruit parasite d'origine électrique (secteur) ou acoustique (climatisation, etc.).
- Réduction ou suppression des rayures (disque rayé ou poussiéreux qui, inévitablement, produit de plus en plus de craquements) inhérentes aux disques vinyles (quand la restauration a celui-ci pour seule source).
- Suppression des « clics » (bruit numérique indésirable généré à l'occasion de ré-enregistrements numériques). Généralement un clic est généré par une désynchronisation du Word clock entre deux machines ou deux ordinateurs dans le transport du signal traité. Un clic numérique a une durée d'environ 1 à 2 millisecondes.
- Restauration numérique.

### Remastérisation
L'étape suivant la restauration, identique ou proche de la masterisation.

### Duplication
Il y a duplication pour une diffusion utilisant un support physique (CD, DVD, etc.) non « dématérialisé ».

## Techniques employées en postproduction
La remastérisation consiste à réemployer des enregistrements effectués par le passé, et à améliorer leur qualité par l'emploi de technologies de postproduction numériques. Pour ce faire, il faut disposer au minimum du master original, ou des éléments source ayant servi en studio lors de l'enregistrement pour un morceau de musique, des éléments source (négatif image et mixage) ou de la pellicule originale pour un film.

### Remastérisation en musique
Avec l'apparition du CD audio au début des années 1980 pour le grand public, (la technologie, développée par plusieurs entreprises dont principalement Philips, datant en fait de 1979) il est apparu nécessaire de proposer un catalogue d'albums important, susceptible de pousser les consommateurs à évoluer vers ce nouveau média.
Le principal argument de vente de ce type de support était à l'époque sa qualité sonore incomparable. Lors de la sortie du CD audio en 1982, les deux autres supports disponibles sur le marché de la musique enregistrée étaient la cassette audio et le disque microsillon, tous deux lus par des dispositifs analogiques. Pour sa part, le CD audio lit de la musique encodée sous forme de données numériques, donc sans perte de qualité dans le temps, à moins bien sûr que l'intégrité physique du support ne soit elle-même compromise.
Peu de studios disposant alors de l'équipement numérique nécessaire à la production de CD en tout numérique, de l'enregistrement à la gravure, les labels se sont tournés vers leur important catalogue d'œuvres. Il était ainsi possible d'éviter les frais engendrés par la réalisation de nouveaux enregistrements en numériques, ces derniers étant de facto réservés à la production d'artistes contemporains. Les enregistrements de classique, pléthoriques au début des années 1980, ont donc fait partie des tout premiers remasters disponibles dans le commerce.
Pour les œuvres musicales, le master repart en studio de postproduction. Si possible, les pistes sont séparées puis numérisées indépendamment avant d'être mixées de nouveau. S'il s'agit d'un enregistrement dont les bandes studio sont perdues, on se contentera des pistes gauche et droite pour un enregistrement en stéréophonie, ou de la piste monophonique pour les enregistrements les plus anciens.
Les améliorations les plus courantes avant gravure sur support numérique sont :
- la suppression du souffle, très présent sur les bandes analogiques vieillissantes et sur les disques microsillon ;
- l'amélioration de la dynamique et du rapport signal/bruit, afin de pouvoir augmenter le volume de l'enregistrement sans souffrir des effets de distorsion ;
- l'application d'une nouvelle égalisation, utilisée pour mettre en valeur certaines fréquences, donc certains instruments peu audibles, ou encore pour rendre un son plus harmonieux, « chaud » ou « rond ».

Une fois les améliorations apportées, les nouvelles pistes numériques obtenues sont resynchronisées et gravées sur un CD dit gold, qui sera utilisé par l'industriel chargé de la gravure en série de l'œuvre musicale.

#### Système distinctif spécifique au CD audio
Lors du lancement du CD audio, en 1982, un système distinctif simple a été mis en place, permettant de reconnaître les différentes technologies utilisées lors de l'enregistrement, du mixage et du mastering du CD. Composé de trois lettres apposées dans un cadre rectangulaire sur le livret et/ou le disque lui-même, ce système fonctionne comme suit :
- AAD : enregistrement et mixage réalisés sur matériels analogiques, mastering numérique ;
- ADD : enregistrement sur matériel analogique, mixage et mastering numériques ;
- DDD : enregistrement, mixage et mastering réalisés sur matériels numériques.

Le « A » signifiant analog (anglais pour « analogique ») et le D digital (anglais pour « numérique »). La troisième et dernière lettre est systématiquement un D, puisque le CD audio est en soi une technologie de mastering et de gravure numériques.

## Remastérisation au cinéma et à la télévision
C'est principalement le lancement du DVD qui a été le vecteur de la généralisation de la remastérisation des œuvres cinématographiques et des émissions de télévision enregistrées à l'époque en analogique. Cependant, le prix extrêmement élevé de la restauration d'un film sur pellicule a fait primer, dans ce domaine, la qualité sur la quantité. La restauration des bandes vidéo des émissions de télévision, quant à elle moins onéreuse, explique la présence sur le marché de très nombreuses séries télévisées enregistrées ces trente dernières années et remasterisées récemment.
Dans le cas du cinéma et des enregistrements télévisuels, on sépare tout d'abord les pistes audio et les images (pellicule ou bande magnétique) afin de les traiter séparément. La partie audio profite du même genre d'améliorations que celles appliquées aux autres types d'enregistrements sonores (voir ci-dessus). Pour la partie images, on utilise des stations de travail particulièrement puissantes et généralement réservées à un tel usage. Selon l'ancienneté de l'enregistrement, les améliorations et modifications diffèrent. Elles consistent principalement à :
- effacer les rayures physiquement présentes sur une pellicule[3] ;
- raviver les couleurs, délavées par de trop nombreuses expositions à l'intense lumière du projecteur ;
- améliorer le contraste[4] ;
- ajouter des scènes coupées lors du montage ou tournées a posteriori, comme dans le cas de la trilogie originale de Star Wars de George Lucas.

Avec la généralisation de la haute définition, de plus en plus de films sont remasterisés en blu-ray.

## Philosophie de la restauration
Au début du numérique, les arguments marketing ont induit en erreur les restaurateurs et les techniciens chargés de la  remastérisation.
- Augmentation de la dynamique : [style à revoir]erreur, on ne peut pas écouter, avec une chaîne hi-fi, une symphonie (dont la dynamique acoustique, en salle de concert peut frôler les 110, 120 dB) au même niveau en écoute domestique.
- Augmentation de la bande-passante: pour un disque vinyle, les fréquences aigües posent des problèmes d'énergie, La vraie bande-passante diminue avec le niveau de gravure et ne dépasse guère les 15 kHz pour s'atténuer à partir de 10 à 12 kHz. Le CD ayant une bande passante plus large, bon nombre de remasterings ne se privèrent pas d'élargir et d'augmenter cette bande-passante. Le résultat escompté n'était pas toujours bénéfique, contrairement à ce qui était espéré par les théoriciens.

## Dans le jeu vidéo
Dans le monde du jeu-vidéo, le terme de remasterisation peut être employé, mais possède un sens légèrement différent de celui employé dans le monde de la vidéo ou du mixage.
L'emploi du terme anglais remastered est souvent apposé à des jeux qui sont réédités après leur sortie initiale dans une version améliorée graphiquement, le plus souvent sur des machines plus performantes.

### Histoire
L'habitude des éditeurs de ressortir leurs jeux dans une version améliorée est ancienne et pourrait remonter à la logique éditoriale de Nintendo lors de la sortie de la Super Nintendo. En effet, la nouvelle console plus puissante que sa prédécesseure était souvent utilisée pour publier des versions 16 bits des jeux sortis en 8 bits sur NES. La nouvelle console permettait d'avoir des jeux aux graphismes et à la bande-son améliorés (comme ce fut le cas pour Super Metroid ou Super Castlevania IV). Cependant les jeux produits lors de cette période et malgré cette ligne éditoriale se sont souvent vus recevoir beaucoup plus qu'une simple amélioration graphique et peuvent être considérés comme de nouveaux opus à part entière dans leur licence respective.
Lors de l'arrivée des consoles de septième génération, certains éditeurs, notamment Sony, ont utilisé la puissance des consoles de nouvelle génération pour ressortir des succès de la sixième génération en haute définition. A l'époque le terme le plus utilisé était "version HD", vu que les jeux ne bénéficiaient souvent que d'une amélioration de la définition, sans ajout sur les textures, la lumière etc. Le studio BluePoint s'est spécialisé dans cette pratique avec la sortie de Ico & Shadow of the Colossus ou certains opus de la saga Metal Gear Solid.
Le terme de remastered se développe surtout avec l'arrivée des consoles de huitième génération. En effet l'argument de la HD ne marchait plus, s'étant développée comme la norme des consoles de salon. Les éditeurs ont continués l'habitude de rééditer des jeux sur console nouvelle génération, mais avec des ajouts graphiques divers (textures de plus haute qualité, meilleure gestion de la lumière...). C'est aussi souvent l'occasion de faire une édition complète avec les dernières mises à jour et extensions rajoutées au cours de la vie du jeu (The Last of Us: Remastered possède inclut son DLC Left Behind sans frais supplémentaires).

### Confusions
Le terme remastered s'est popularisé à partir du début des années 2010, à la même période où les éditeurs sortaient des jeux dits cross-gen (littéralement: "transgénérationnel"). La différence de capacités d'affichage entre les consoles de différente génération permettaient aux éditeurs de sortir leurs jeux sur la old et la next-gen en même temps, la seule différence résidant dans une définition et une fréquence d'image plus élevées sur les consoles plus récente. Ainsi, des jeux comme Metal Gear Solid V, Assassin's Creed IV: Blackflag ou La Terre du Milieu: l'Ombre du Mordor sont tous sortis sur septième et huitième génération en même temps, avec des capacités techniques différentes (souvent 720p et 30fps sur old-gen et 1080p 60fps sur next-gen), mais les versions améliorées ne sont techniquement pas des versions remasterisées. Contrairement à la version améliorée pour Playstation 4 de The Last of Us, qui se voit affublé du terme The Last of Us: Remastered.
Le terme remastered n'est pas un terme théorique, c'est surtout un terme publicitaire. C'est à l'éditeur de choisir quel terme employé, et l'objectif est avant tout commercial. Les éditeurs choisissent souvent des noms différents pour qualifier la même méthode d'amélioration graphique (la version next-gen de The Elder Scrolls V: Skyrim se nomme Special Edition bien qu'il coche toutes les cases d'un remaster).
La confusion est souvent faite avec le terme anglais remake (littéralement: "refait"). Les éditeurs intervertissent souvent les deux termes, il est donc difficile des les différencier clairement. Mais le terme remaster implique le plus souvent une simple amélioration graphique qui n'influe pas sur la manière de jouer du jeu original. Alors qu'un remake a l'objectif de changer les mécaniques du jeu, souvent dans un but de modernisation des mécaniques. Ces distinctions ne sont pas clairifiées et ont une utilisation commerciale avant d'être théorique.